# ホフディ・ハウス

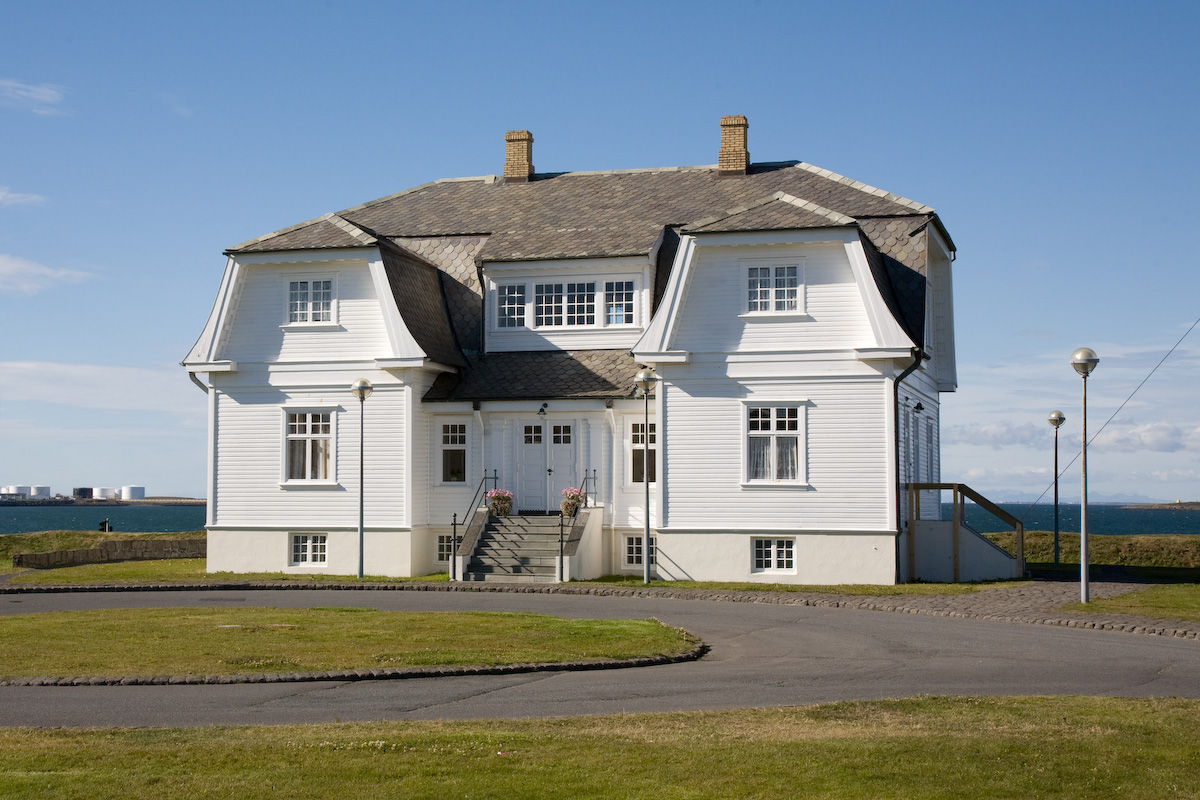
Höfði

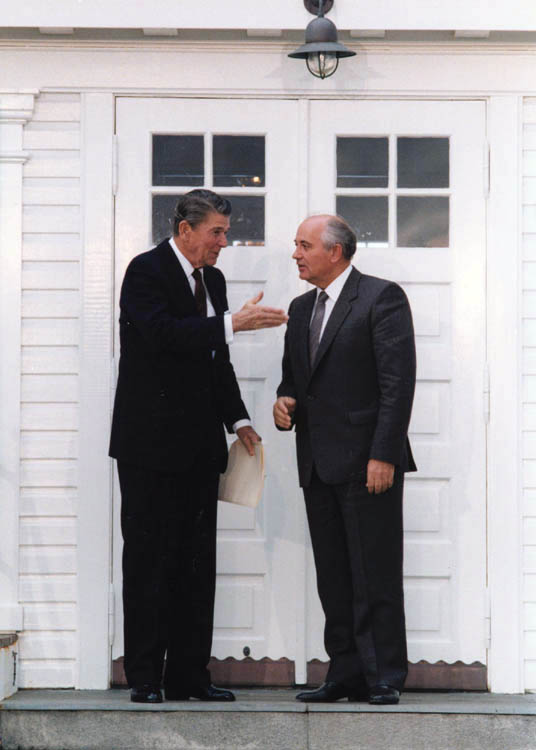
ホフディのドアの前にいるレーガンとゴルバチョフ

ホフディ・ハウス（Höfði）は、アイスランドの首都レイキャヴィークにある建物。
1909年にフランス領事館として建てられた。1986年、アメリカのレーガン大統領とソ連のゴルバチョフ書記長による冷戦終結に向けた会談（いわゆるレイキャヴィーク会談）が行われた事で、現代史の記念碑的建物となった。現在はレイキャヴィーク市が所有・管理している。
側には、アイスランド語、英語、ロシア語の3か国語で書かれた記念碑が建てられている。
栃木県那須烏山市の大金温泉グランドホテルで、正確にコピーした建物を建造し、アイスランド政府公認でアイスランド迎賓館と称していたものの、現在は取り壊された。
2025年6月21日、広島や長崎の被爆者らが、ホフディ・ハウスを訪れた。地元関係者らと被爆体験などを話し合い、核兵器廃絶への強い思いを共有。ノーベル平和賞を受賞した核兵器廃絶国際キャンペーン（ICAN）も参加した。